# Карзя
Карзя — река в России, протекает по Артинскому району Свердловской области. Устье реки находится в 39 километрах по правому берегу реки Оки (притока Ика). Длина Карзи составляет 23 километра. На реке несколько прудов: в селе Большие Карзи, деревне Омельково и селе Свердловском.

## Данные водного реестра
По данным государственного водного реестра России, Карзя относится к Камскому бассейновому округу, водохозяйственный участок реки — Ай от истока и до устья, речной подбассейн Белой, речной бассейн Камы.
Код объекта в государственном водном реестре — 10010201012111100022709.